# Rakety z Tantalu
Rakety z Tantalu je název české antologie polských vědeckofantastických povídek, kterou roku 1964 vydalo Státní nakladatelství dětské knihy jako 31. svazek své edice Karavana. Výbor uspořádal a povídky přeložil Jaroslav Simonides, knihu ilustroval Antonín Michalčík.

## Obsah knihy
Svazek obsahuje tyto povídky:
- Krzysztof Boruń: Poselství (1957, List), obsahem povídky je utajená návštěva mimozemšťanů.
- Czesław Chruszczewski: Dva konce světa (1960, Dwa krańce świata), povídka líčí, jak je dav lidí v jedné horské vesnici zmanipulován několika nespokojenci k tomu, aby šli zničit přístroje zkoumající radioaktivní záření galaxie.
- Jan Stanislaw Kopczewski:  Svišť (1960, Świstak), povídka, ve které je hranice v Tatrách chráněna Automatickou pohraniční službou, tj. pohraničníky – roboty.
- Eugeniusz Sakałus: Homo Sapiens (1963), povídka se zabývá problémem přežití lidstva v případě eventuální jaderné války.
- Maciej Kuczyński: Rudohlaví (1963, Czerwonogłowi), povídka řeší otázku, zda je lidstvo na naší planetě jediným druhem schopným vytvořit civilizaci.
- Maciej Misiewicz: Případ profesora Growthe (1963, Sprawa profesora Growtha), povídka o muži, který uvízl na malé planetce, kde se údajně setkal s mimozemskou civilizací z planety Achernar a dostal za úkol zničit na Zemi kysličník uhličitý, který je pro Achernary jedovatý.
- Janusz Andrzej Zajdel: Robot číslo tři (1962, Robot numer trzy), povídka o vyšetřování neštěstí na kosmické lodi letící k Uranu, které měl zavinit nešťastný rozkaz robotům.
- Stefan Weinfeld: Lžička (1963, Łyżka), v povídce vysvětluje vychovatelka svým svěřencům, kteří naleznou ve skalách lžičku, způsob lidského života. Nakonec se dozvíme, že povídka se odehrává na Jupiteru, který lidé opustili a zanechali na něm roboty, kteří vytvořili vlastní civilizaci.
- Konrad Fiałkowski: Vrabčáci galaxie (1961, Wróble Galaktyki), povídka líčí tragicky končící kontakt s mimozemskou kosmickou lodí, ke kterému dojde na Jupiterově měsíci Ganymed. Hrdinové povídky usoudí, že pro mimozemšťany byli naprosto nezajímaví, jako jsou vrabčáci pro lidi.
- Maciej Kuczyński: Nezničitelné (1963, Niezniszczalne), při výzkumné vesmírné cestě najdou kosmonauti opuštěnou planetu, o které se dozví, že je to původní Země, kterou lidstvo opustilo. Jediné, co po původní lidské civilizaci zůstalo, byly nezničitelné pyramidy.